# كلينت وارويك
كلينت وارويك (بالإنجليزية: Clint Warwick)‏ هو عازف باس وعازف قيثارة بريطاني، ولد في 25 يونيو 1940 في برمنغهام في المملكة المتحدة، وتوفي بنفس المكان في 15 مايو 2004 بسبب التهاب كبدي.

## وصلات خارجية
- الموقع الرسمي
- كلينت وارويك على موقع IMDb (الإنجليزية)
- كلينت وارويك على موقع ميوزك برينز (الإنجليزية)
- كلينت وارويك على موقع أول ميوزيك (الإنجليزية)
- كلينت وارويك على موقع ديسكوغز (الإنجليزية)